# Koblenz-Asterstein
Koblenz-Asterstein ist der jüngste Stadtteil von Koblenz. Er liegt auf der rechten Rheinseite zwischen Pfaffendorf und Arzheim. Auf dem Asterstein wohnen 2.929 Menschen, davon sind 49,2 % männlich und 50,8 % weiblich (Stand: 31. Dezember 2019). Ursprünglich gehörte das Gebiet auf einem Bergrücken zur Pfaffendorfer Höhe und wurde 1982 zu einem eigenen Stadtteil gebildet. Neben einem reinen Wohngebiet befindet sich hier die Feuerwehr- und Katastrophenschutzakademie Rheinland-Pfalz.

## Geschichte
Das lange Zeit so gut wie unbewohnte Gebiet des heutigen Koblenzer Stadtteils Asterstein gehörte lange zu Ehrenbreitstein, Arzheim und Pfaffendorf. Im 19. Jahrhundert besetzten Werke der preußischen Festung Koblenz das Gebiet auf der Höhe, die der Festung Ehrenbreitstein südlich vorgelagert sind. Zentrum der Anlagen war das Fort Asterstein, dem zwei Flankentürme sowie das Werk Glockenberg, das Fort Rheinhell und die Bienhornschanze vorgelagert wurden. Um 1870 begann zudem der Bau von Fachwerkkasernen in der Kehle des Forts Asterstein.
Nachdem die Festungswerke auf dem Asterstein 1927 geschleift worden waren, war der Platz frei für eine nun langsam beginnende zivile Besiedlung. Im Zuge der Remilitarisierung des Rheinlands wurde ab 1938 die nach dem preußischen General August Karl von Goeben benannte Goeben-Kaserne für das Infanterie-Regiment Nr. 80 erbaut. Als Goeben-Siedlung wurde sie nach dem Zweiten Weltkrieg zu Wohnzwecken umgestaltet und ging in das nun wachsende Wohngebiet ein.
Mitte des 20. Jahrhunderts bürgerte sich der Name Asterstein für die umliegenden Wohngebiete immer mehr ein, so dass der Koblenzer Stadtrat in seiner Sitzung vom 22. Oktober 1981 dem Stadtteil offiziell den Namen Asterstein gab.
Namensgeber war das in diesem Stadtteil befindliche Fort Asterstein aus dem 19. Jahrhundert, welches Teil der Festung Koblenz war. Dieses wiederum erhielt seinen Namen 1847 nach dem preußischen General Ernst Ludwig von Aster, der damit von König Friedrich Wilhelm IV. von Preußen für seine Verdienste um den Bau der preußischen Festung Koblenz geehrt wurde.

## Bauwerke
- Fort Asterstein
- Katholische Pfarrkirche Maria Himmelfahrt
- Denkmal für die Gefallenen des Feldzugs von 1866
- Teufelstreppe

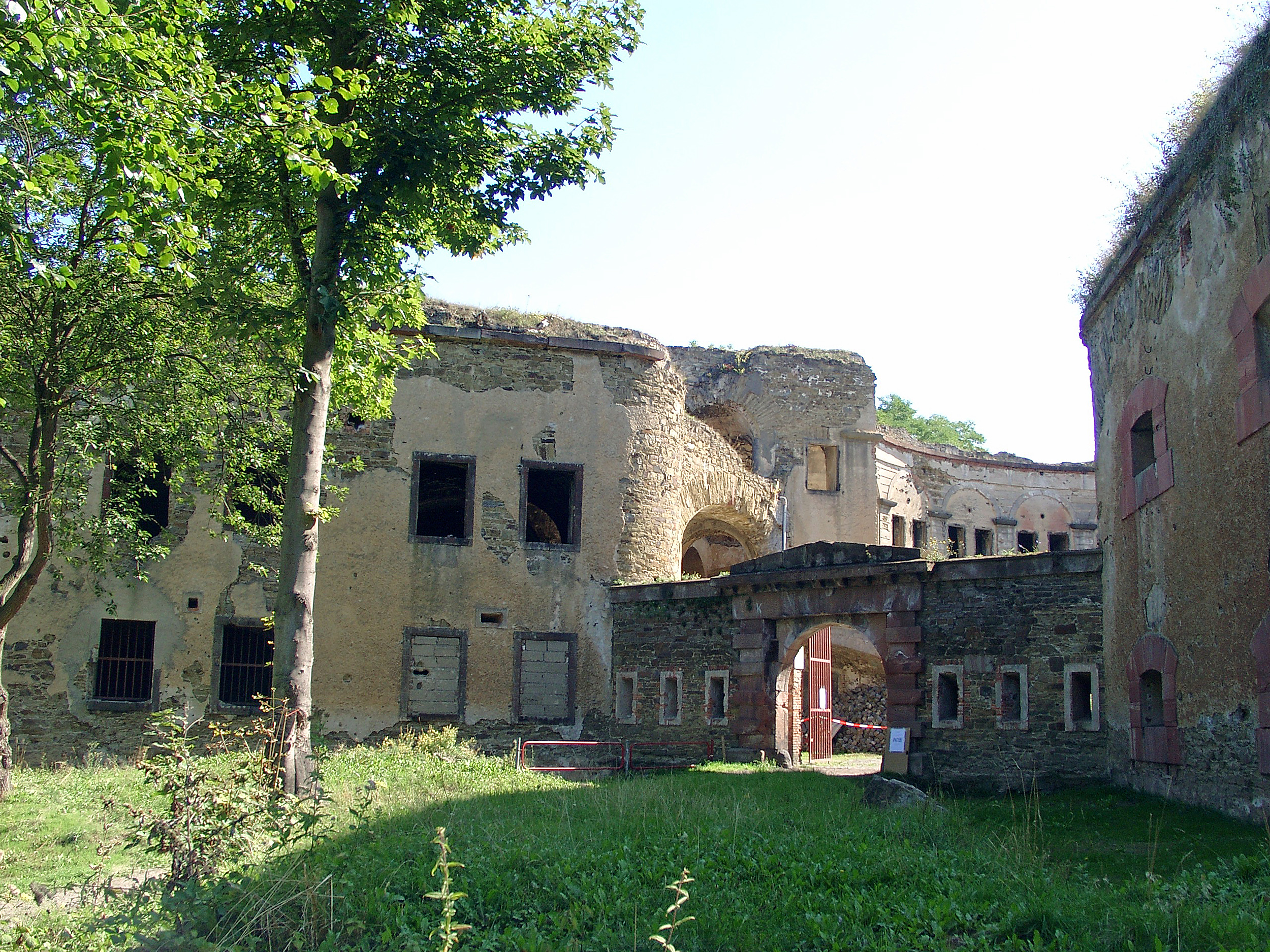
Fort Asterstein
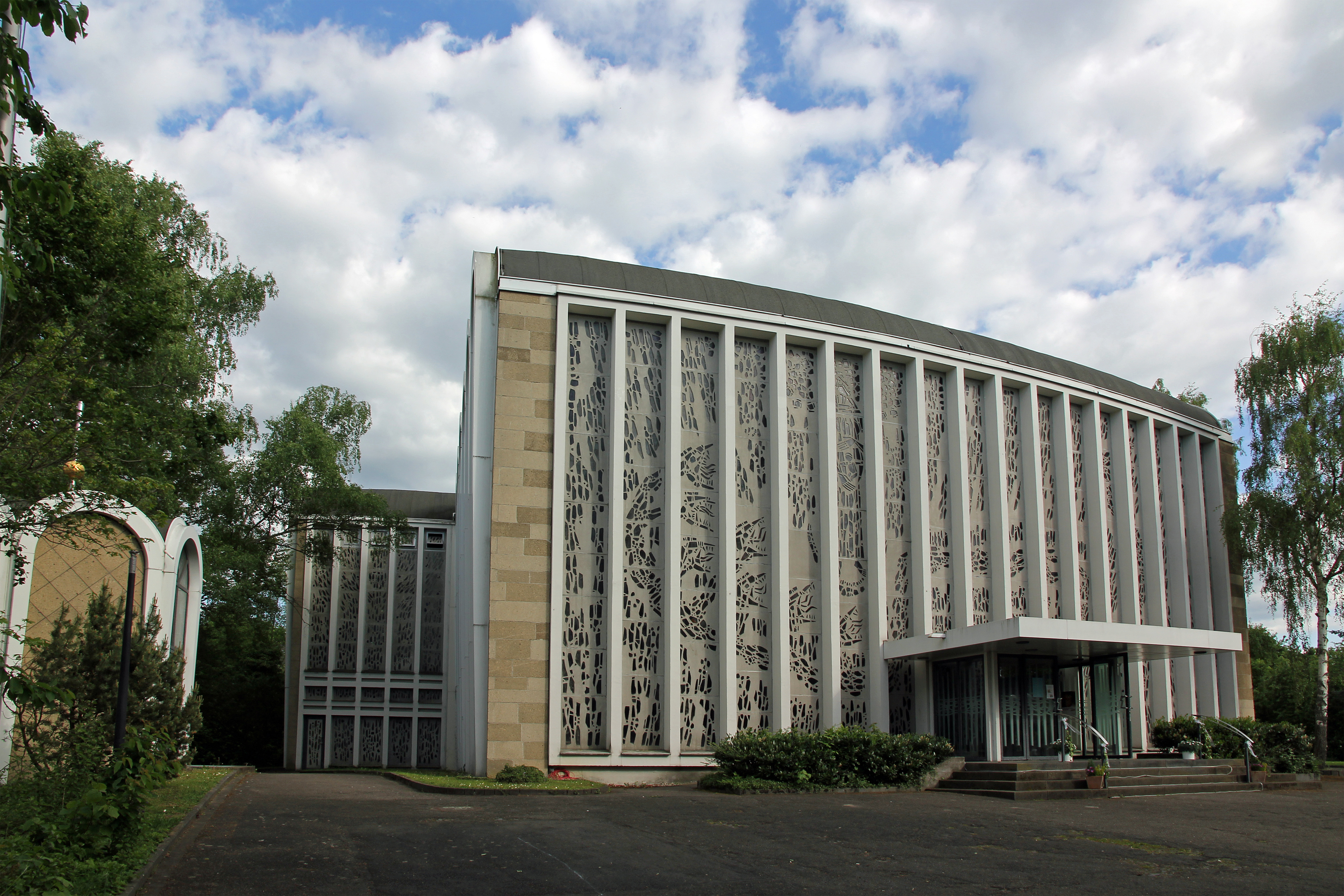
Die katholische Pfarrkirche Maria Himmelfahrt
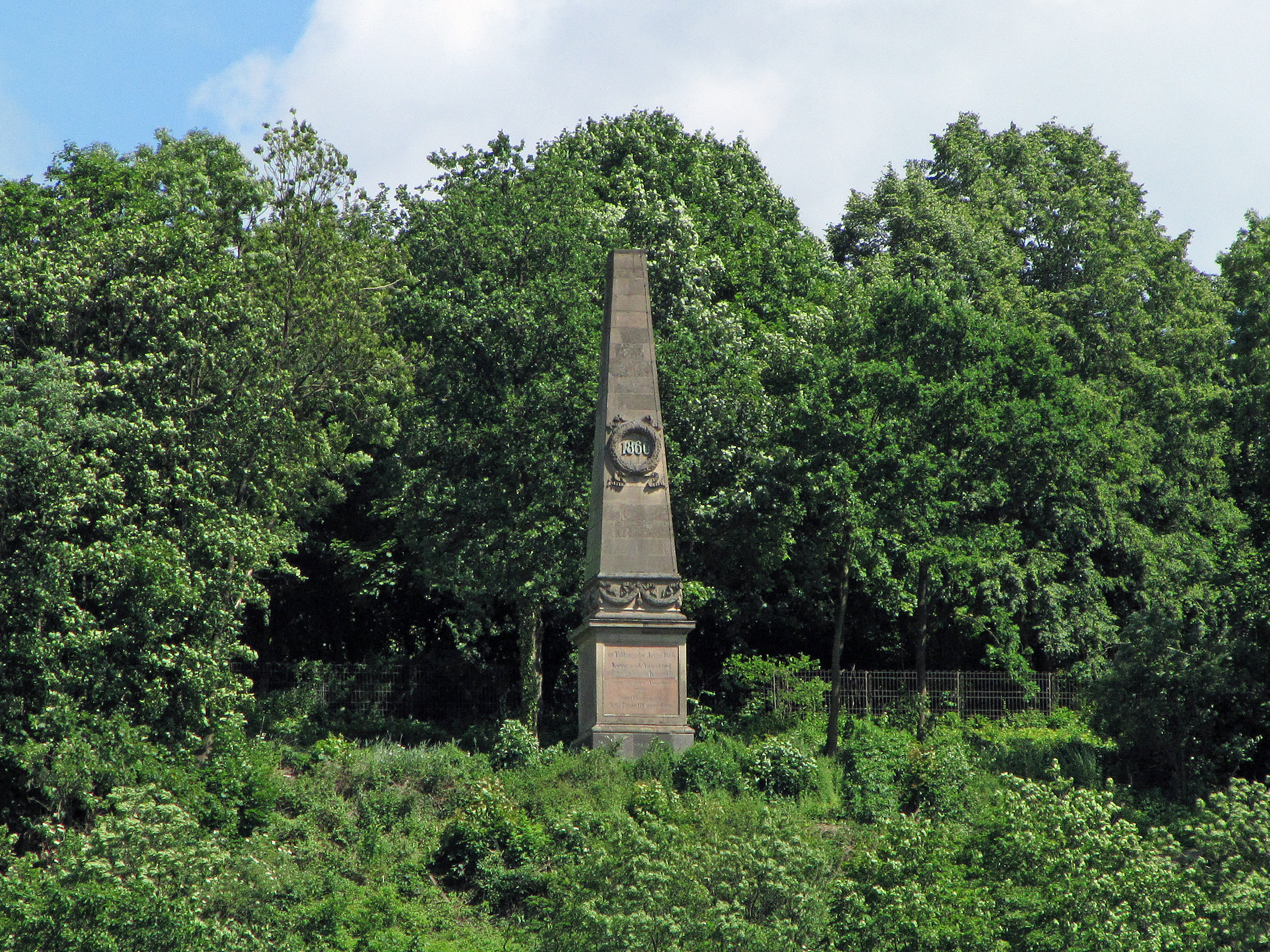
Denkmal für die Gefallenen des Feldzugs von 1866
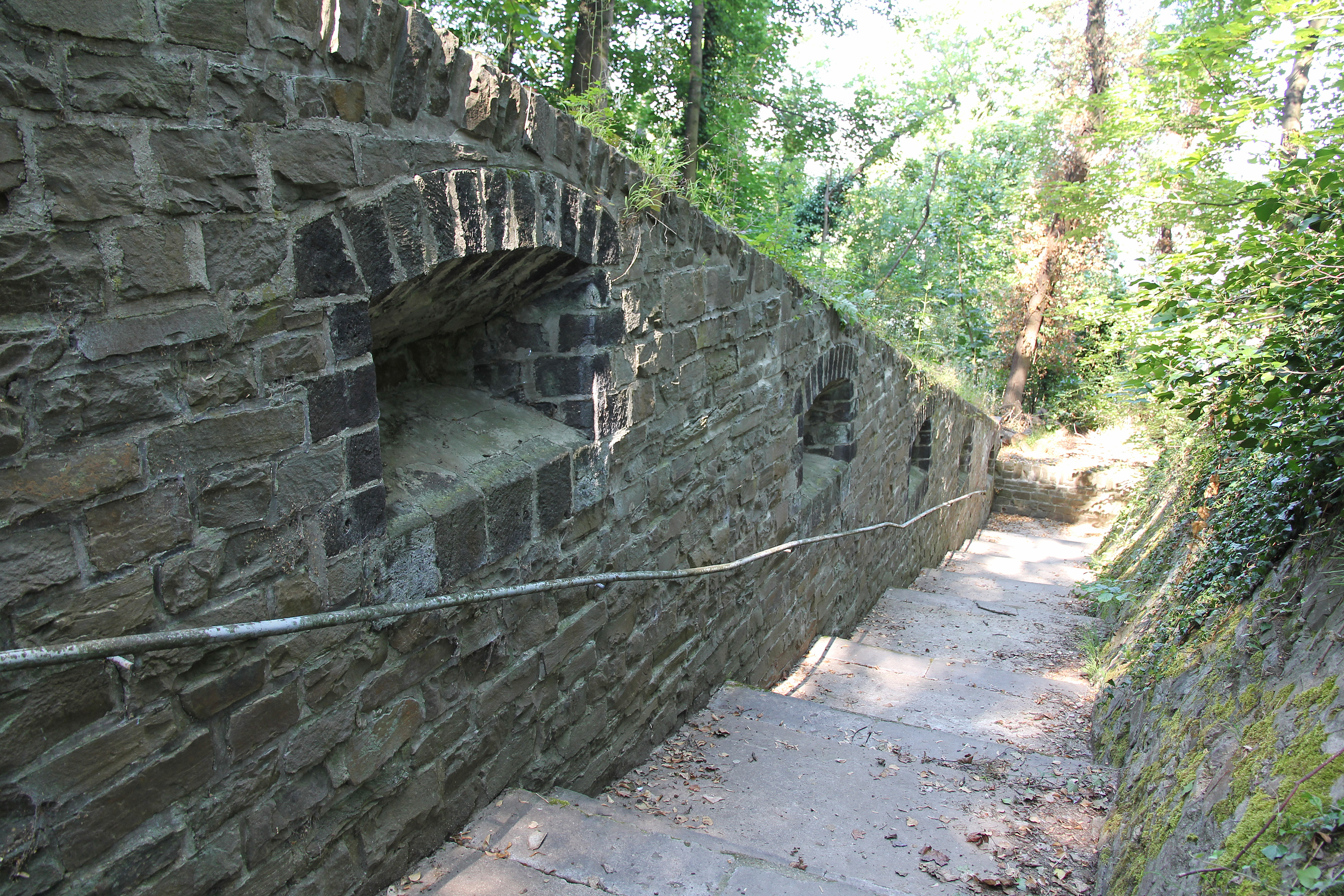
Teufelstreppe